# Zona economică liberă Chișinău
Zona economică liberă „Expo-Business-Chișinău” (abreviat ZEL Chișinău) a fost lansată la 1 iulie 1996, și este prima zonă economică liberă din Republica Moldova. ZEL Chișinău este parte a teritoriului vamal al Republicii Moldova, separat din punct de vedere economic, strict delimitat pe tot perimetrul. ZEL-ul este amplasat în capitala Republicii Moldova, Chișinău, alături de calea ferată și magistrala M3, fiind la 1 km distanță de Aeroportul Internațional Chișinău. Volumul total al investițiilor de la începutul activității zonei libere este 53,9 de milioane de dolari SUA, la 1 ianuarie 2017 depășind 67 mln $.